# NGC 5968
NGC 5968 је спирална галаксија у сазвежђу Вук која се налази на NGC листи објеката дубоког неба.
Деклинација објекта је - 30° 33' 11" а ректасцензија 15h 39m 57,0s. Привидна величина (магнитуда) објекта NGC 5968 износи 12,3 а фотографска магнитуда 13,1. NGC 5968 је још познат и под ознакама ESO 450-5, MCG -5-37-1, IRAS 15368-3023, PGC 55738.